# 岡本弥紀
岡本 弥紀（おかもと よしあき、2月13日 - ）は、音楽制作ユニット『FLAT5th』に所属する日本のソングライター・編曲家。英語表記名はFLAT5th Yoshiaki Okamoto。

## 概要・人物
和歌山県高野山生まれ。ニックネームは「おかP」。2006年から自身のブランドである制作ユニット『FLAT5th』を設立。同年から伊藤由奈や柴咲コウ等へ楽曲提供、CMソング等への楽曲提供等幅広く活動。FLAT5th設立前はクラブシーンでの活動がメインだった為、ハウスやR&B、各種ルーツミュージックを独自に解釈したサウンドが特徴的である。Macユーザーでミュージックシーケンサーは主にLogic Proを使用。

## 参加作品

### アーティスト
- Buono!
「うらはら」（作曲）

- 伊藤由奈
「Stay for love」（作曲）

- 柴咲コウ
「風ゆらのうた」（作曲）
「再生」（作曲）

- 島谷ひとみ
「Heavenly」（作曲）
「Dear...」（作曲）
「Shake it up!」（作曲）

### アニメ・ゲーム
- 加地葵 / 宮野真守
「mermaid」（金色のコルダ２）（作曲）

- エレンフリート / 入野自由
「Hardest Squall」（ネオアンジェリーク）（作曲・編曲）

### CM・TV・ラジオ
- BROOCH　TVCM
「愛のチカラ」（作編曲）
　L・A・B

- 全国チェーン竜鳳　キャンペーンソング
「やきとり！大好きっ!!」（作詞・作曲）
　ザ・たっち

- くるまる　TVCM
「くるまる」（作編曲）

- NST新潟総合テレビ　TVCM
サウンドロゴ（作曲）

- J-WAVE『Smile on sunday』
テーマ曲・サウンドロゴ（作編曲）